# Suzuka Ōgo
Suzuka Ōgo (大後 寿々花 Ōgo Suzuka?, Yokohama, Kanagawa, 5 de agosto de 1993) es una actriz japonesa. Debutó en el cine en 2005 con Kita no Zeronen, junto a Ken Watanabe, que interpreta a su padre en la película. Después de trabajar con ella, Watanabe la recomendó para el papel de Chiyo en el film Memorias de una geisha. Entre sus trabajos en televisión están Hitoni Yasashiku (2002), Dr. Kotoh's Clinic (2003) y Ai No Ie (2003). En teatro trabajó en Oydipus, del director Yukio Ninagawa, además de haber participado en anuncios publicitarios.

## Filmografía

### Televisión
- Gokusen (ごくせん?) (2002, Nippon TV)
- Hito ni Yasashiku (人にやさしく?) (2002, Fuji TV)
- Dr. Coto's Clinic (Dr.コトー診療所 'Dr. Koto Shinryōjo'?) (2003-04, Fuji TV)
- Ai no Ie ~Nakimushi Sato to Shichinin no Ko~ (愛の家～泣き虫サトと7人の子～?) (2003, NHK)
- Dr. Kotō: Shinryojō 2004 (Dr. Coto's Clinic 2004 Dr.コトー診療所2004?) (2004, Fuji TV)
- Aikurushī (あいくるしい?) (2005, TBS)
- Shibō Suitei Jikoku (死亡推定時刻?) (2006, Fuji TV)
- Dr. Kotō: Shinryojō 2006 (Dr.コトー診療所2006?) (2006, Fuji TV)
- Sexy Voice and Robo (セクシーボイスアンドロボ?) (2007, Nippon TV)
- Galileo (ガリレオ?)(2007, Fuji TV)
- Churaumi Karano Nengajyou (美ら海からの年賀状?)(2007, Fuji TV)
- Hitomi (瞳?)(2008, NHK)
- Sibatora~Dōgaokeiji・Sibata Taketora~ (シバトラ～童顔刑事・柴田竹虎～?)(2008,Fuji TV)

### Cine
- Ultraman Cosmos vs Ultraman Justice: The Final Battle (ウルトラマンコスモスVSウルトラマンジャスティス THE FINAL BATTLE?) (2003)
- Kita No Zeronen (北の零年?  a.k.a. Year One in the North)
- Memorias de una geisha (a.k.a. Sayuri) (2005)
- Bart no Gakuen (バルトの楽園?) (2006)
- Tōku no Sora ni Kieta (遠くの空に消えた?) (2007)
- Guu-Guu Datte Neko de Aru  (グーグーだって猫である?) (2008)
- Kamuigaiden (カムイ外伝?) (2008)

### Comerciales
- SoftBank (SoftBank Mobile: Vodafone Japan)
- Iris Ohyama